# Eduard Nicolaas Rahusen
Eduard Nicolaas Rahusen (Amsterdam, 16 november 1830 – aldaar, 15 april 1913) was een Nederlands advocaat en onder meer lid van de Eerste Kamer.
Rahusen studeerde Romeins en hedendaags recht in Leiden. Na zijn studie werd hij twee jaar advocaat in Rotterdam. In 1856 kwam hij als advocaat terug naar Amsterdam, waar hij de rest van zijn leven bleef. Hij werd lid van de gemeenteraad (1865-1875), lid van de Provinciale Staten van Noord-Holland voor het kiesdistrict Amsterdam (1867-1891) en lid van de Eerste Kamer der Staten-Generaal voor Noord-Holland (1891-1910). 
Zijn kantoor was aan de Keizersgracht (huidig huisnummer 323). Daar werkte hij vanaf 1857 samen met Jacob Hendrik Willem Kool. Zij noemden zich scheepsexperts, hetgeen later dispacheurs genoemd werd. Scheepsexperts kwamen en gingen, maar Kool bleef en werd pas in 1892 opgevolgd door zijn zoon David Abraham Kool. Enkele jaren later kwam ook Gijsbert van Tienhoven Jr erbij, de zoon van de voormalige burgemeester Gijsbert van Tienhoven. Kool en Van Tienhoven werden rond 1900 vervangen door Daniel Riechelmann en Willem Jacob Vinke (1871-1910). Pas 1910 stopte Rahusen ermee; hij werd vervangen door mr. Salomon Sieuwert de Koe (vader van Siewert de Koe), en Vinke werd vervangen door jhr. mr. Johan Frederik Theodoor van Valkenburg (1877), voormalig president van het gerechtshof in Amsterdam.
Rahusen had veel nevenfuncties in het juridische vlak, maar zijn bijzondere belangstelling ging uit naar de visserij. Hij was commissaris van het Vaderlandsch Fonds tot aanmoediging van 's lands zeedienst en op 5 mei 1898 medeoprichter van de Nederlandsche Vereniging ten behoeve van zeelieden van elke nationaliteit en werd bestuurslid van hospitaal-kerkschip De Hoop.

## Onderscheiden
- Commandeur in de Orde van de Nederlandse Leeuw